# Drimycarpus
Drimycarpus  es un género de plantas con cuatro especies aceptadas,  perteneciente a la familia de las anacardiáceas.

## Etimología
- Drimycarpus: derivado del griego δρίμυ, "amargo, de mal sabor" y χαρπός, "fruto", significando pues "fruto amargo".

## Descripción
Árboles de diversos tamaños, inermes, siempreverdes, con hojas alternadas, simples, pecioladas, enteras y coriáceas sin estípulas y de disposición espiral. Las inflorescencias, racimosas son terminales o axilares, poligamas o dioicas, sinbrácteas y con un perianto de 4 o 5 sépalos en parte soldados e igual número de pétalos libres de color verdoso. El fruto es una drupa de forma oblonga carnosa, con mesocarpo resinoso y con un solo hueso.

## Distribución
Desde India hasta Birmania, Indochina y Borneo.

## Taxonomía
El género fue descrito por Joseph Dalton Hooker y publicado en Genera Plantarum, 1: 424 en 1862.

## Especies aceptadas
- Drimycarpus anacardifolius C.Y.Wu & T.L.Ming
- Drimycarpus luridus  (Hook.f.) Ding Hou
- Drimycarpus maximus Kochummen
- Drimycarpus racemosus (Roxb.) Hook.f. ex Marchand[2]